# 高琳琳九天生命日記事件
高琳琳九天生命日記事件，2006年發生在香港的事件，主角為一女嬰高琳琳，因患先天性橫膈膜疝氣而夭折，父母將經過編成《九天生命日記》放到網誌上，引來超過40萬瀏覽人次及1.05萬個回應留言，事件至2006年12月下旬被香港傳媒廣泛報導，並引起香港社會迴響。

## 事件經過
高琳琳生於2006年10月7日，出生後9天（即10月15日）逝世。父母二人均為基督教徒，也同為言語治療師，父高展鵬在殘障學校中提供復康服務，母陳文琪則在香港大學言語治療學系任教。而《九天生命日記》主要由高展鵬撰寫，將女兒出生的第一天至死去的第九天的過程詳細記載，高展鵬在女兒出生滿月（即其出生後約1個月）把日記放到網誌上，並在2個月、2個半月及一年後寫下了3篇後記。
事件由陳文琪懷孕約5個月時開始，一次超音波檢查發現胎兒患上罕見的先天性橫膈膜疝氣，胃部因橫膈膜出現小洞而上移，影響心、肺發展，威脅胎兒生命。然而，父母拒絕中止懷孕，將女嬰誕下。
2006年的中秋節（10月6日），陳文琪懷孕7個半月，在例行產前檢查間，發現胎兒出現肺積水及心臟衰竭情況，須剖腹產子。翌日（10月7日），高琳琳出世，體重僅三磅，沒有哭泣，同時全身發紫。因身體虛弱，隨即被送入深切治療部，在氧氣箱內維持生命。
10月11日，醫生斷定高琳琳病情轉趨穩定，即時展開手術，目標是將上移的胃部拉下修補，並接駁腸道到肛門。然而，經過5小時，手術失敗，醫生建議為嬰兒拔喉，將痛苦減到最低，父母未允。10月12日，父母安排女兒在深切治療部進行浸禮。父母終接納醫生建議，於第九日（10月15日），讓醫生拔除維生喉管，高琳琳在出生後第九日結束生命。2006年11月6日，父母為高琳琳舉行安息禮。
陳文琪在產後兩個多月回到香港大學言語治療學系重新回復教學職務。對於生下女兒的決定，她稱不後悔：「就算只得千萬分之一的機會，我都會給她試著創造生命奇蹟！」父母肯定地稱其女兒是上天帶來的最豐厚禮物，不後悔與她相聚九天，並稱日後會再生孩子，並會跟小孩說其只排第二，曾有一個姊姊叫「琳琳」。

## 先天性橫膈膜疝氣患者
橫膈膜是分隔肺腔與腹腔之肌肉部份，橫膈膜疝氣指橫膈膜出現破洞，造成腸臟有迫入肺部的可能，令肺部功能受影響，致使患者出現呼吸困難。
澳洲一份醫學研究數據指出，一般嬰兒患有先天性橫膈膜疝氣者，出生後存活率約有四至六成；同時患有相關缺陷如裂唇和裂顎者之存活率更差。醫生一般會讓父母選擇是否墮胎，使孕婦免受嬰兒先天缺陷所帶來的壓力。根據當地紀錄，選擇墮胎的夫婦約佔1/3。

## 各界迴響

### 正面
《九天生命日記》網誌原意是讓親友追憶，但瀏覽人數越來越多，不少網友表示支持二人及高琳琳，一些更在自己的網誌上發表不同的回應。另一方面，部分網友批評二人表現自私，只為滿足他們的父愛和母愛而衝動行事，讓女兒來到世上受苦。後來，《九天生命日記》的內容經網友輾轉寄送，引起傳媒注意並轉載報導，高琳琳父母先後被多家傳媒採訪，使他們的事跡漸漸得到社會人士的關心。
香港行政長官曾蔭權稱對事件表示同情，深受感動，讚揚高氏夫婦愛護家庭、珍惜生命和永不放棄的情操，並通過特首辦公室發信給他們表示慰問及祝福。曾蔭權在100字左右的慰問信中以「展鵬、文琪」稱呼高琳琳之父母，並表示：「我深信你們的榜樣已為許多人帶來積極面對人生的動力，讓我為你們仨送上誠懇的祝福！」。高展鵬於此表示衷心感動，又稱沒想到事件會產生如此大的迴響，甚至引起特首的注意。
香港撒瑪利亞防止自殺會生命教育中心於2006年12月14日藉電郵邀請高琳琳父母拍攝紀錄片段，並有意將高琳琳事跡製作成小冊子或傳單以作為生命教育之教材，用以向中小學生宣揚珍惜生命並傳達「因為活著，所以精采」的訊息預防自殺。同時，基督教機構影音使團欲邀請二人分享有關的人生經歷並製作成紀錄片。

### 反面
部分網友及新聞評論，對於高琳琳父母事後利用事件傳教的行為感到反感，以「不要將高琳琳擺上神檯」、及批評高父母行為發表評論。批評表示，高父母將自己的宗教思想強行套用在新生兒身上，事後更宣傳自己的偉大和基督的愛，是不人道和自私的。而且，高琳琳父母從沒有試圖減少琳琳的痛苦，有怕犯十誡（無殺人）而使女兒承受不必要痛苦的嫌疑，亦令部分網友質疑琳琳和基督那一方對他們更重要。

## 相似事件
- 《一公升眼淚》
- 周大觀
- 《幸福的六年》

## 外部連結
- 高琳琳日記——「九天生命日記」 （页面存档备份，存于）
  - 該網站中的反面評論 （页面存档备份，存于）

部份網民的回應網誌
- 謝謝妳，琳琳 - 知日部屋 - 哈日反日不如知日 （页面存档备份，存于）（包含反面評論）
- 生命 - C9.莫名.奇妙帳@e-din.com （页面存档备份，存于）

雜誌
- 在天堂上再見——小天使琳琳的父母心聲 （页面存档备份，存于），《天使心》月刊（基督徒福音刊物）

電視節目
- 九日小天使 （页面存档备份，存于），創世電視（24小時基督徒電視台）